# Нельсон Паррагес
Нельсон Родріго Паррагес Ріверос (ісп. Nelson Rodrigo Parraguez Riveros, нар. 5 квітня 1971, Сантьяго) — чилійський футболіст, що грав на позиції півзахисника.
Виступав, зокрема, за клуб «Універсідад Католіка», у складі якого був чемпіоном Чилі. Грав за національну збірну Чилі, у складі якої був учасником чемпіонату світу 1998 року . 

## Клубна кар'єра
Народився 5 квітня 1971 року в місті Сантьяго. Вихованець футбольної школи клубу «Універсідад Католіка». Дорослу футбольну кар'єру розпочав 1989 року в основній команді того ж клубу, в якій провів одинадцять сезонів. 
Згодом пртягом 2001—2002 років грав у Мексиці за клуб «Некакса». 2002 року ненадовго повертався до «Універсідад Католіка», після чого частину 2003 року провів в аргентинському «Нуева Чикаго».
Завершив професійну ігрову кар'єру все у тому ж «Універсідад Католіка», до якого повернувся 2003 року. Захищав її кольори до припинення виступів на професійному рівні у 2004.

## Виступи за збірну
1991 року дебютував в офіційних матчах у складі національної збірної Чилі. Протягом кар'єри у національній команді, яка тривала 11 років, провів у формі головної команди країни 52 матчі.
Учасник чемпіонату світу 1998 року у Франції. На світовій першості взяв участь у всіх трьох іграх групового етапу, за результатами яких чилійці з другого місця вийшли до плей-оф.
У складі збірної також був учасником п'яти розіграшів Кубка Америки: 1991, 1993, 1995, 1997, а також 1999 років.

## Титули і досягнення
- Чемпіон Чилі (1):

«Універсідад Католіка»:  Апертура 1997
- Бронзовий призер Кубка Америки: 1991